# Municipio Andrés Eloy Blanco (Lara)
Andrés Eloy Blanco es uno de los 9 municipios que conforman el Estado Lara, Venezuela. Tiene como capital la ciudad de Sanare. Actualmente el municipio está dividido en 3 parroquias; Quebrada Honda de Guache, Pío Tamayo y Yacambú. Tiene una superficie de 708 km² y una población de 57 462 habitantes (censo 2011) aproximadamente el 3% de la población del Estado Lara.

## Historia
Sanare, capital del municipio, tuvo su origen para el año de 1585, cuando se inicia la evangelización de las naciones de indios gayones que estaban ubicadas en la región del Dinta. Se ubica la fundación del pueblo de Sanare para el año de 1620 en lo cual coinciden los historiadores Hno. Nectario María y el Dr. Ambrosio Pereira, quienes en sus investigaciones discrepan en lo referente a que los Dominicos tomasen parte de la fundación de Sanare.
El Hermano Nectario María afirma que el fundador de Sanare fue Fray Melchor Ponce de León, mientras que Ambrosio Pereira, sin especificar fundador afirma que este pueblo tuvo su inicio por orden del Gobernador Francisco de la Hoz Berrío y que el pueblo fue fundado con los indios coyones, afirmando que no ha sido posible conocer el nombre del juez poblador nombrado para los efectos de la concentración de los indios y posiblemente también llevar a cabo el acto mismo de la fundación.
En tiempos de la colonia estuvo ligada a la jurisdicción de El Tocuyo, pero luego al lograrse la independencia y la proyección del cultivo de café vino a representar un importante eje de producción cafetalera. Además de la producción cafetera las actividades económicas son el turismo y el cultivo papas y de hortalizas.

### Toponimia
El nombre de la jurisdicción es en honor al notable poeta Andrés Eloy Blanco.

## Geografía
Este municipio cuenta con una superficie de 708 km². Se estima que tienen una población de 39.052 distribuida en tres parroquias: Pío Tamayo, que tiene el poblado de Sanare, que a su vez es la capital del municipio, aporta 22.761 habitantes del total del municipio; Yacambú, cuya población más importante, La Escalera, tiene 8.551 y La Quebrada de Honda del Guache, que tiene como capital La Bucarita tiene 5.222 pobladores. La densidad demográfica del total del municipio es de 52.90 hab/km², lo que representa el 2.67 por ciento de la población del estado Lara. Es una población joven, el 45.9 por ciento es menor de 15 años.
Este municipio limita con los municipios Jiménez e Iribarren por el Norte; con el estado Portuguesa por el Sur; con el municipio Iribarren y el estado Portuguesa por el Este y con el municipio Morán por el Oeste.

### Organización parroquial
| Parroquia                | Superficie | Población | Densidad |
| ------------------------ | ---------- | --------- | -------- |
| Pío Tamayo               | km²        | hab.      | hab./km² |
| Quebrada Honda de Guache | km²        | hab.      | hab./km² |
| Yacambú                  | km²        | hab.      | hab./km² |
| Municipio Blanco         | km²        | hab.      | hab./km² |

## Economía
La agricultura es la actividad económica más importante por el número de personas que emplea. Las Hortalizas de piso alto: lechuga, repollo, zanahoria, acelgas, etc., son rublos importantes. Era el principal productor de papa en el estado, pero la agricultura de puerto de los últimos años ha acabado con la producción, lo mismo ocurrió con la caraota negra. Es un importante productor de café, la mayor parte de los campos cultivados producen este rubro anual, originalmente sembrados con la variedad arábiga han sido resembrados con variedades más rendidoras.
El turismo tiene gran potencial por su clima y sus valores escénicos, tradiciones y folclore, y además de su venta proveen de dinero para poder ayudar económicamente a las familias sanareñas. Potencialmente se destaca la producción de ganado de carne y leche.
En el aspecto agrícola cuenta con una producción de: lechosa, ocumo, tomate, pimentón, ají dulce, caraotas, maíz, parchitas, naranjas entre otros.
Se encuentra también el Zoocriadero El Dorado, en el cual existen 21 lagunas, donde crían y se cumple el proceso de reproducción de las especies de cachama y pargo rosado, la alimentación es a base de concentrado para pollos de engorde, abono orgánico y químico, estiércol de ganado y urea, para desarrollar el zooplanton y fitoplanton que vendría siendo el alimento natural de estas especies.
El sistema de comercialización de este Zoocriadero es hacia las ciudades de Maracaibo, San Cristóbal, Caracas y Mérida.
En la zona de Yay se encuentran importantes afloramientos de arcilla, que se explotan comercialmente.

## Cultura

### Folklore
Sanare es un pueblo de grandes tradiciones, cuenta con un variado folklore que se palpa en las siguientes actividades festivas: La Paradura del Niño (enero), Carnavales (febrero y marzo) Semana Santa (marzo y abril), San Pascual Bailón, San Isidro Labrador y Velorios de Cruz (mayo), San Antonio de Padua ,Tamunangues y Velorios (junio), Fiestas Patronales en honor a Santa Ana, Posta Sanare (julio), Semana del Municipio y Fiestas de la Candelaria (agosto), Fiestas en honor a la Virgen de la Coromoto (septiembre), Pesebres o Nacimientos, Parrandas Navideñas y Fiestas de los Santos Inocentes o Las Zaragozas (diciembre).

#### Fiestas en honor a San Antonio de Padua
Se efectúan estas actividades los días 12, 13 y 14 de junio de cada año. Es una actividad festiva para bailar los negros o tamunangues, la misma se inicia con el rompimiento del día 12 de junio a las cuatro de la madrugada, se pagan promesas con bailes de tamunangue durante los tres días y terminan con el «Encierro y toro candela», acto que se realiza en el día trece de junio a las siete de la noche frente al templo parroquial de Santa Ana de Sanare. Si quedan promesas se pagan el día catorce de junio y este día es más que todos para ofrecer misas y oraciones por los tamunangueros o sanantonietos que han fallecido.

#### Posta Sanare
Se realiza todos los 24 de julio de cada año es el traslado del fuego patrio en relevo, rindiéndole homenaje al libertador, se realiza desde diferentes estados de Venezuela donde haya un sitio histórico que nos representa.

#### Fiestas de los Santos Inocentes o los Zaragozas de Sanare
Esta es la pieza folklórica identificativa de Sanare a nivel nacional. Se realiza el 28 de diciembre de cada año y tiene peculiares características. La fiesta está compuesta de los locos o zaragozas que son centenares de disfrazados que danzan por las calles de Sanare acompañados por un conjunto integrado por músicos cantores que tocan cuatro, quintos, tambores, maracas y charrascas , el cuadro o imagen del degollamiento de los niños y una bandera amarilla. Está fiesta se inicia a las seis de la mañana con el rompimiento y termina a las seis de la tarde con el encierro.

### Festividades

#### Los Zaragozas
Es una Festividad Tradicional, realizada cada año el 28 de diciembre en honor a Los Santos Inocentes, en la cual los lugareños se visten con trajes muy coloridos con tiras y cascabeles. Ellos bailan con diversidad de personas y de casa en casa. Esta festividad es muy popular por lo que suelen asistir una cantidad aproximada de 60.000 turistas provenientes tanto del territorio nacional, como internacional principalmente de países como Cuba, Inglaterra, Estados Unidos, México, Colombia, Aruba, Perú y Jamaica.

## Sitios de interés
- Parque nacional Yacambú: Este parque ofrece a sus visitantes lugares para acampar y hacer pícnic. Además, cuenta con la laguna El Blanquito, la quebrada Agua Blanca con cascadas, la fumarola El Volcán de Sanare, el Mirador Yacambú y el Cañón Angostura.
- Hundición de Yay: Es una especie de cañón ubicado en las partes altas del caserío de Yay, cuenta la leyenda que allí existía un pequeño pueblo en el cual se pecaba y en una noche de fiesta se hundió el suelo y se destruyó el pueblo.
- La Ruta del Café:  comprende antiguas haciendas convertidas en posadas como Las Golondrinas y Los Haticos , sitios de secado y tostado de café con la posibilidad de catas y degustaciones.

## Política y gobierno

### Alcaldes
| Período     | Alcalde              | Partido político / Alianza | % de votos | Notas |
| ----------- | -------------------- | -------------------------- | ---------- | --- |
| 1989 - 1992 | Rutilo Colmenares    | AD                         | 38,51      | Primer alcalde bajo elecciones directas |
| 1992 - 1995 | Ramón Pérez González | COPEI                      | 41,42      | Segundo alcalde bajo elecciones directas |
| 1995 - 2000 | Rutilo Colmenares    | AD                         | -          | Tercer alcalde bajo elecciones directas (se realizaron elecciones generales adelantadas en el 2000 debido a la aprobación de la Constitución de 1999) |
| 2000 - 2004 | Daniel Quiñonez      | COPEI                      | 37,54      | Cuarto alcalde bajo elecciones directas |
| 2004 - 2008 | Alfredo Orozco       | MVR                        | 64,41      | Quinto alcalde bajo elecciones directas |
| 2008 - 2013 | Alfredo Orozco       | PSUV                       | 57,42      | Reelecto (se postergan 1 año las elecciones municipales pautadas para finales del 2012)                                                               |
| 2013 - 2017 | Alfredo Orozco       | PSUV                       | 45,12      | Reelecto |
| 2017 - 2021 | Dilia Mendoza        | PSUV                       | 71,58      | Sexto alcalde bajo elecciones directas |
| 2021 - 2025 | Daniel Quiñónez      | FV                         | 54,81      | Séptimo alcalde bajo elecciones directas |

### Concejo municipal
Período 1989 - 1992
| Concejales:              | Partido político / Alianza |
| ------------------------ | -------------------------- |
| Ramón Pérez González     | COPEI                      |
| Daniel Quiñonez          | COPEI                      |
| Edilio Díaz              | COPEI                      |
| Angel Colmenarez         | AD                         |
| Altagracia de Colmenarez | AD                         |
| Mario Zambrano           | AD                         |
| Antonio García           | MAS                        |

Período 1992 - 1995
| Concejales:      | Partido político / Alianza |
| ---------------- | -------------------------- |
| Edilio Díaz      | COPEI                      |
| Dario Zambrano   | COPEI                      |
| Daniel Quiñones  | COPEI                      |
| Leris Jiménez    | COPEI                      |
| Reina Piñero     | AD                         |
| Angel Colmenarez | AD                         |
| Ramón Soto       | MAS                        |

Período 1995 - 2000
| Concejales:        | Partido político / Alianza |
| ------------------ | -------------------------- |
| Daniel Quiñonez    | COPEI                      |
| Soledad Liscano    | COPEI                      |
| Edilio Díaz        | COPEI                      |
| Reina Piñero       | AD                         |
| Mario Zambrano     | AD                         |
| José Gregorio Díaz | MAS                        |
| Agustin González   | CONVERGENCIA               |

Período 2000 - 2005
| Concejales:          | Partido político / Alianza |
| -------------------- | -------------------------- |
| Soledad Liscano      | COPEI                      |
| Reinardo Fernández   | COPEI                      |
| Beatriz Fernández    | COPEI                      |
| Romón Perez González | COPEI                      |
| Mario Zambrano       | AD                         |
| Ali Villegas         | MAS                        |
| Alirio Mendoza       | MVR                        |

Período 2005 - 2013
| Concejales:        | Partido político / Alianza |
| ------------------ | -------------------------- |
| Fray Mendoza Merlo | MVR                        |
| Edita Goyo         | MVR                        |
| Carlos García      | MVR                        |
| Orlando Colmenares | MVR                        |
| Gregorio Piña      | MVR                        |
| Reinaldo Fernández | MVR                        |
| Soledad Liscano    | COPEI                      |

Período 2013 - 2018
| Concejales        | Partido político / Alianza |
| ----------------- | -------------------------- |
| Dilia Mendoza     | PSUV                       |
| Domingo Torrealba | PSUV                       |
| Gericar Jiménez   | PSUV                       |
| Gregorio Piña     | PSUV                       |
| Rita Pérez        | MUD                        |
| Mario Jiménez     | MUD                        |
| Vicente Rodríguez | MUD                        |

Período 2018 - 2021
| Concejales       | Partido político / Alianza |
| ---------------- | -------------------------- |
| Yenny Soto       | PSUV                       |
| Victorio Mendoza | PSUV                       |
| Rafael Jiménez   | PSUV                       |
| Rosa Galíndez    | PSUV                       |
| Maria Freitez    | PSUV                       |
| Romel Jiménez    | PSUV                       |
| Ana Alvarado     | PSUV                       |

Período 2021 - 2025
| Concejales:       | Partido político / Alianza |
| ----------------- | -------------------------- |
| José Águilar      | FV                         |
| Eduardo Arbujas   | FV                         |
| Eva Ojeda         | FV                         |
| Gillbeth Arbusjas | FV                         |
| José Reinoso      | FV                         |
| Adriana Castillo  | FV                         |
| Wilmer Granadillo | PSUV                       |